# Grote Prijs Raf Jonckheere 2002
De 52e editie van de Belgische wielerwedstrijd Grote Prijs Raf Jonckheere werd verreden op 29 juli 2002. De start en finish vonden plaats in Westrozebeke. De winnaar was Jeff Louder, gevolgd door Mindaugas Goncaras en Kevin De Weert.

## Uitslag
| Grote Prijs Raf Jonckheere 2002 |                    |                         |      |
| Plaats                          | Naam               | Ploeg                   | Tijd |
| Winnaar                         | Jeff Louder        | Landbouwkrediet-Colnago |      |
| 2                               | Mindaugas Goncaras | RDM-Flanders            |      |
| 3                               | Kevin De Weert     | Rabobank                |      |

1951 · 1952 · 1953 · 1954 · 1955 · 1956 · 1957 · 1958 · 1959 · 1960 · 1961 · 1962 · 1963 · 1964 · 1965 · 1966 · 1967 · 1968 · 1969 · 1970 · 1971 · 1972 · 1973 · 1974 · 1975 · 1976 · 1977 · 1978 · 1979 · 1980 · 1981 · 1982 · 1983 · 1984 · 1985 · 1986 · 1987 · 1988 · 1989 · 1990 · 1991 · 1992 · 1993 · 1994 · 1995 · 1996 · 1997 · 1998 · 1999 · 2000 · 2001 · 2002 · 2003 · 2004 · 2005 · 2006 · 2007 · 2008 · 2009 · 2010 · 2011 · 2012 · 2013 · 2014 · 2015 · 2016 · 2017 · 2018 · 2019 · 2020 · 2021 · 2022